# Neuenhof (Attendorn)

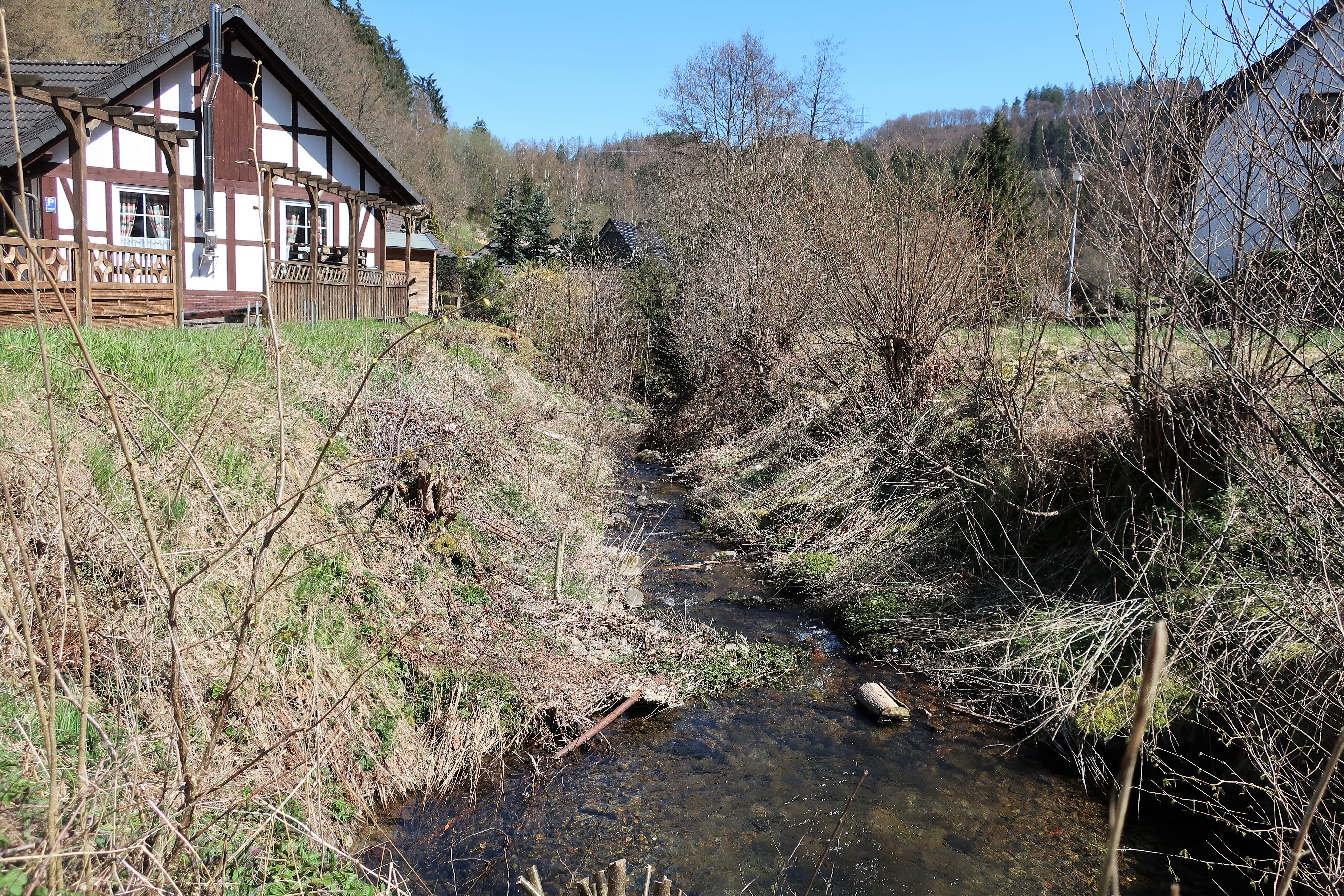
Berndebach in Neuenhof

Neuenhof ist ein Ortsteil der Stadt Attendorn im Kreis Olpe (Nordrhein-Westfalen) und hat 377 Einwohner (Stand 30. Juni 2024).

## Geografie
Neuenhof liegt nordwestlich des Kernortes Attendorn im Berndebach-Tal des Ebbegebirges. Hausberg ist der 458 m hohe Spitzberg. Südwestlich bis Haus Ebbe liegt das Naturschutzgebiet Berndebachtal. Östlich führt die Plettenberger Straße (L 697) vorbei. Nachbarortsteile sind Nuttmecke, Hebberg und Lichtringhausen.

## Geschichte
Der Name Neuenhof entstand wahrscheinlich in der zweiten Hälfte des 18. Jahrhunderts, als Kaspar Theodor Springob (1727–1795) von Drosten Gut in Hebberg im Jahre 1763 die Elisabeth Aßmann (1735–1807) von Bittern Gut in Lichtringhausen heiratete und dieses Ehepaar unterhalb von Lichtringhausen den „neuen Hof“ baute.
Das Adressbuch von 1929 führt in Neuenhof die Namen „Arens, Bender, Blecher (2 Personen), Bock (3), Bröcher (2), Büdenbender, Cramer (2), Kramer, Rauterkus, Reuter (2), Rüschenberg, Schulte (5), Springob und Tigges (3)“ auf.
Im Jahre 1936 gab es in Neuenhof 14 Wohnhäuser mit 19 Haushaltungen und 103 Einwohner. 1988 hatte der Ort 441 Einwohner.
Am Ortseingang gibt es den Landgasthof Springob (seit 1887). Dem gegenüberliegend, am westlichen Hang des Heßberges, wurde 1972 auf einer Länge von 250 m ein Skilift gebaut, der aber heute nicht mehr in Betrieb ist.
Ab 1819 gehörte Neuenhof im Amt Attendorn zur Gemeinde Attendorn-Land, bis die Gemeinde 1969 in die Stadt Attendorn eingegliedert wurde.

## Religion, Vereine
- Neuenhof gehört zum Gebiet der katholischen Kirchengemeinde St. Jakobus der Ältere in Lichtringhausen.
- Chronik der Karnevalsgesellschaft Neuenhof e. V. von 1932.
- Dorfgemeinschaft Neuenhof.